# Oude Kerk (Zoetermeer)
De Oude Kerk in Zoetermeer is een hervormde kerk in het oude hart van het dorp, gebouwd in de periode 1785-1787 door de Italiaanse architect Jan Giudici. De kerk is van het type kruiskerk, hoewel de kerk van buitenaf vierkant lijkt. Het is Zoetermeers oudste gebouw, met de toren uit 1642, en de bakstenen voet uit de 15e eeuw. Op deze plek van de huidige oude kerk stond in 1296 waarschijnlijk ook al een kerk. De oude kerk aan de Dorpsstraat 59 is sinds de restauratie in 1970 door Piet van de Sterre uit Leiderdorp een rijksmonument.

## Het interieur
De preekstoel is vervaardigd door Franciscus van Ursel uit Antwerpen en uitgevoerd in Lodewijk XVI-stijl. De rosetten, parellijstjes, guirlandes en door linten omwonden bladerenbundels op de kuip en het klankbord van de preekstoel horen bij deze stijl. Er zijn een regerings- of Schoutenbank en twee herenbanken. De laatste zijn van de familie Osy, ambachtsheren van Zegwaart, en van Gerardus van Aalst Schouten en zijn echtgenote Elisabeth van Revenhorst, ambachtsheer en -vrouwe van Zoetermeer. De kerk is in lichte kleuren uitgevoerd en heeft geen gebrandschilderde ramen. In de hele kerk is nagenoeg geen houtnerf zichtbaar, alle hout is roodbruin geschilderd. Naar verluidt was dit ten gevolge van een belastingmaatregel uit de napoleontische tijd.

## De orgels

### Het hoofdorgel

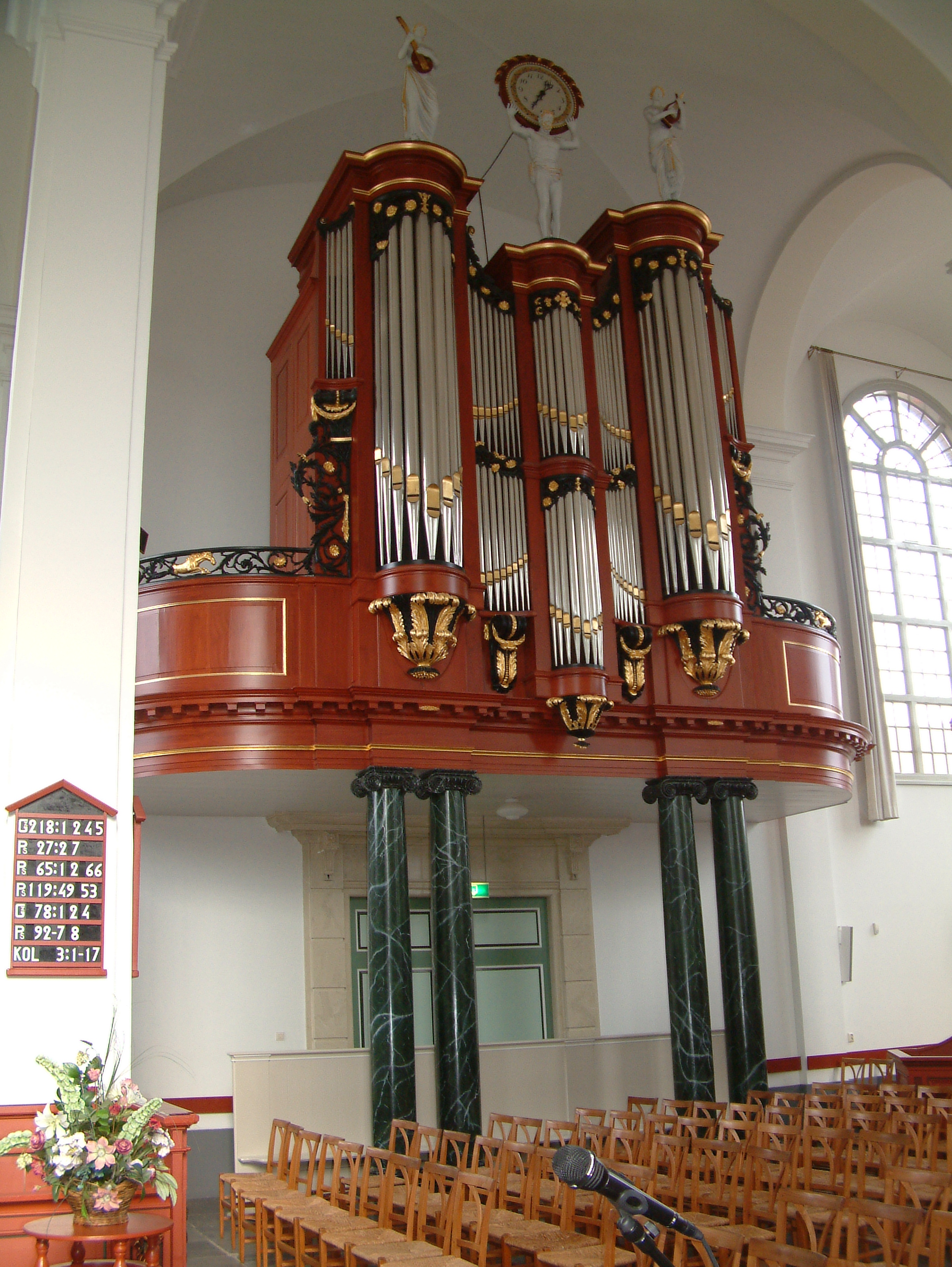

In de kerk vindt men een Lohman-orgel uit 1838. Het werd in 1970 in eerste instantie gerestaureerd door Firma J. de Koff, maar dit werd voltooid door Flentrop. Die herstelde in 1982 ook de balgen en het houten pijpwerk, en vernieuwde het loodbeleg alsmede de tongen van de Dulciaan. Een tremulant werd in 1994 aangebracht.

### Het koororgel
Het koororgel is in 1996 door Jacob Breetvelt gebouwd (opus 18) en werd naar deze kerk verplaatst in 2006.

## Het torenuurwerk

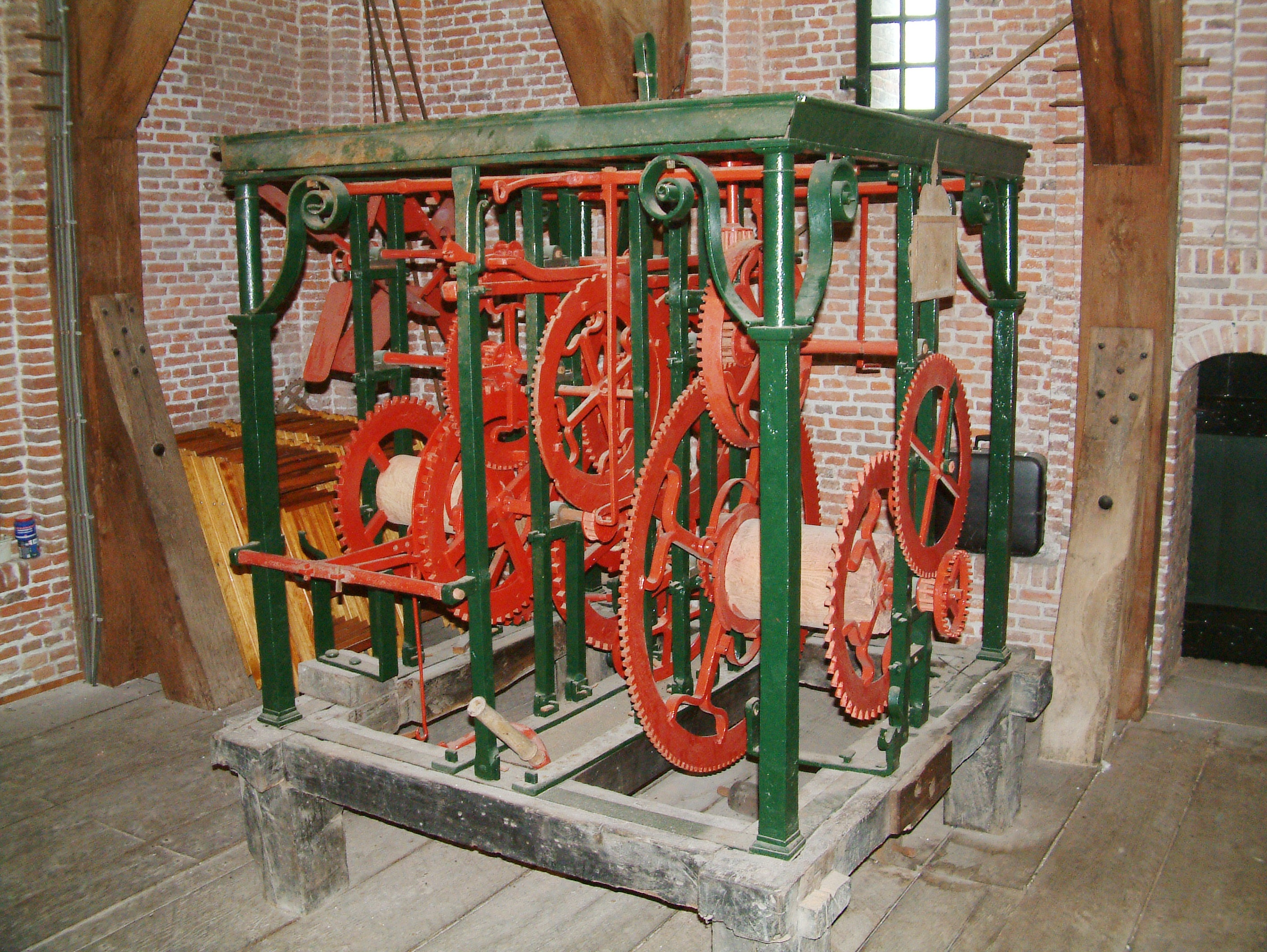
Het oudste uurwerk

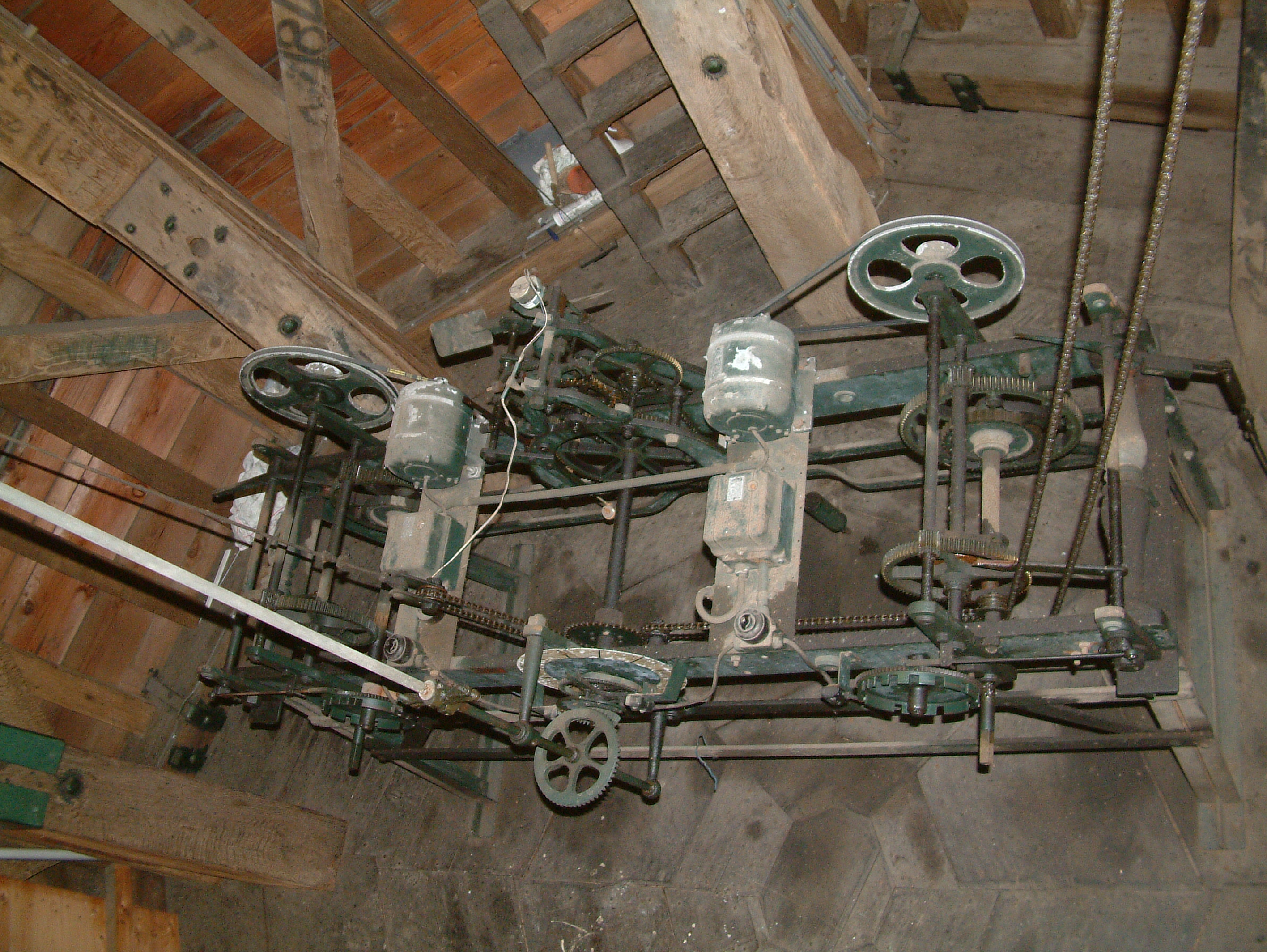
Uurwerk uit later tijd

Het torenuurwerk op de tweede verdieping van de toren is van 1664, gemaakt door Harmannus Brouckman, stadsuurwerkmaker te Leiden. Het is "een oirlogie van heel en halff uyrslach, gaende met een slinger" en dus een van de oudste slingeruurwerken van Nederland. Het werd slechts enkele jaren na de uitvinding van het slingermechanisme door Christiaan Huygens in 1656 gemaakt. Na de Tweede Wereldoorlog werd het, na de restauratie van de kerktoren, buiten werking gesteld. Sindsdien heeft het niet meer gefunctioneerd. In 1996 is het - om verdere achteruitgang van het monument te voorkomen - grondig gereinigd en opnieuw van een verfje voorzien. 

## De torenklokken
De grote torenklok is uit 1667, de kleinere uit 1571. Het carillon bestaat uit 47 klokken.

## Het kerkhof
Aan de zuidzijde van de kerk ligt nog een oud kerkhof, waar tot in de huidige tijd Zoetermeerders in grafkelders kunnen worden bijgezet. 
Er wordt niet meer begraven.

## Overige foto's

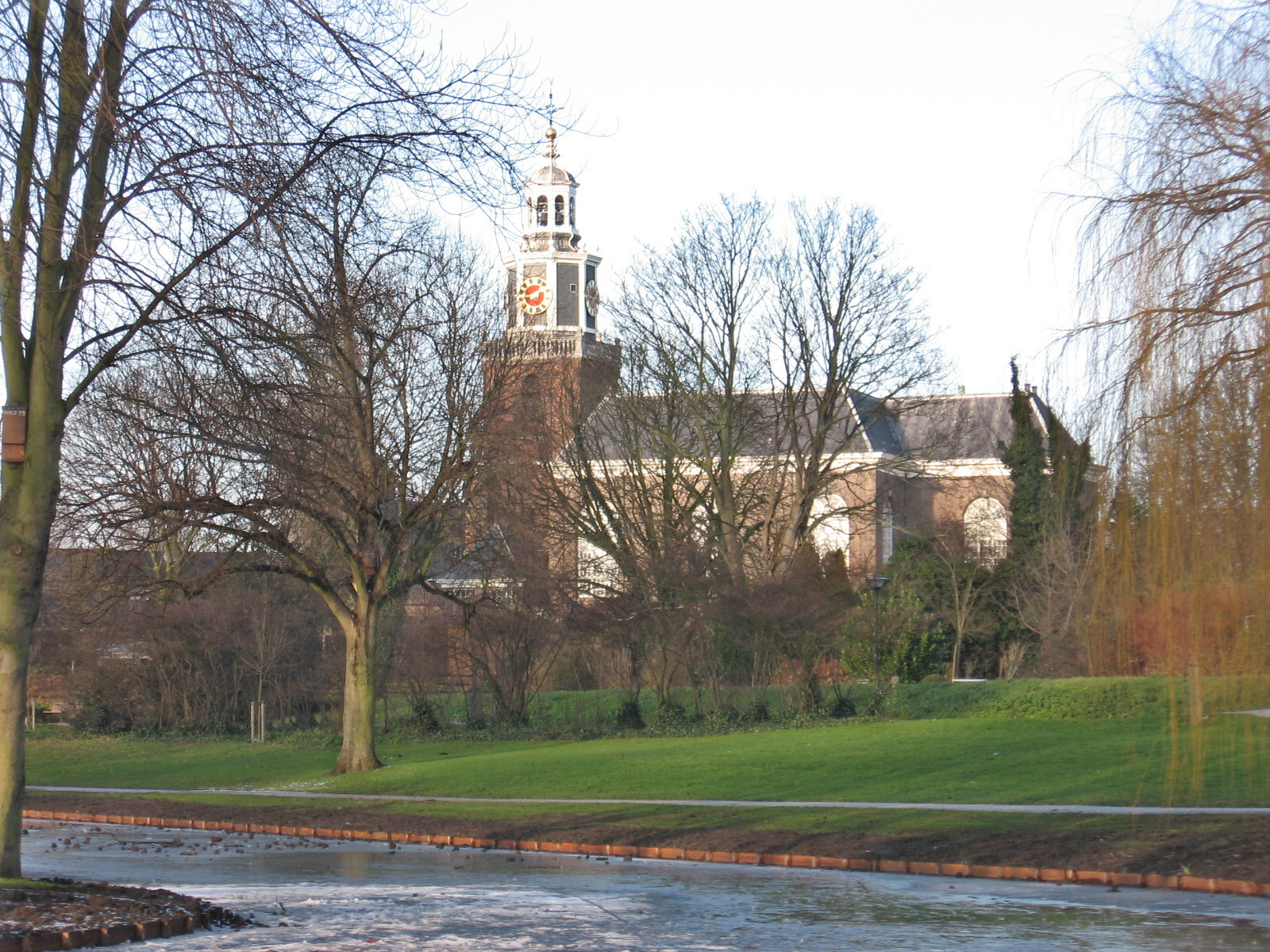
Oude Kerk gezien vanaf de Julianalaan
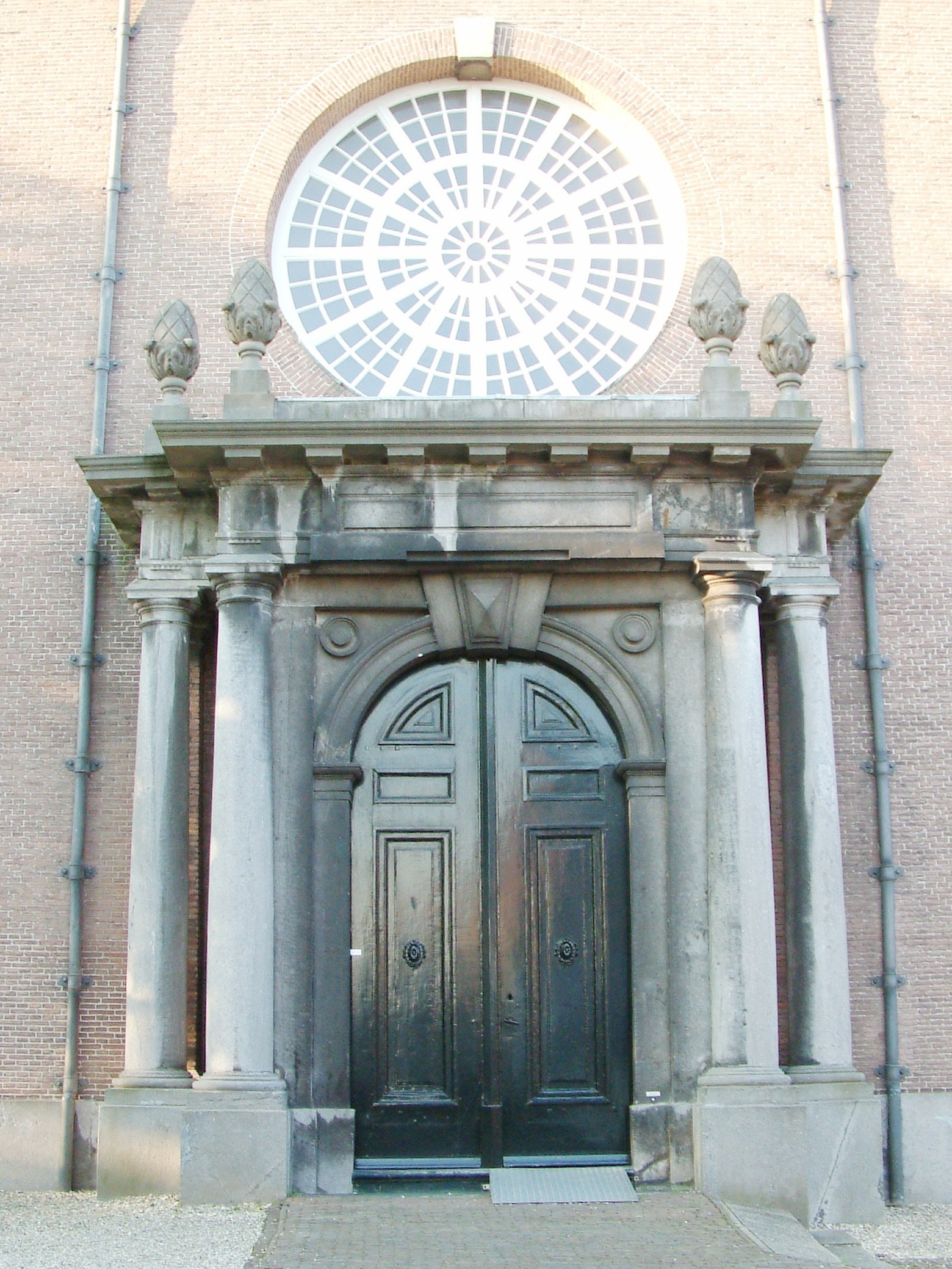
Zijingang
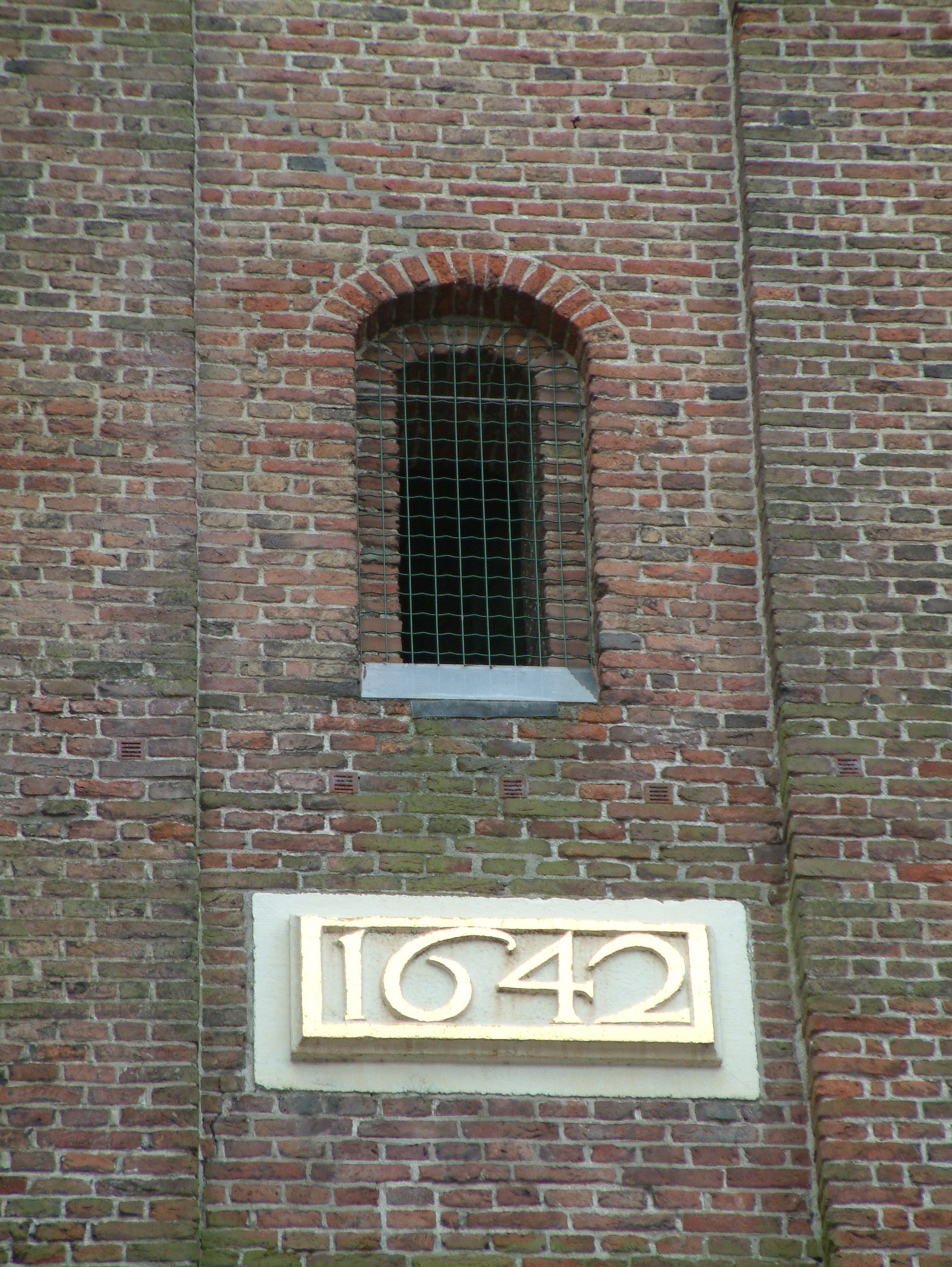
Steen in de toren
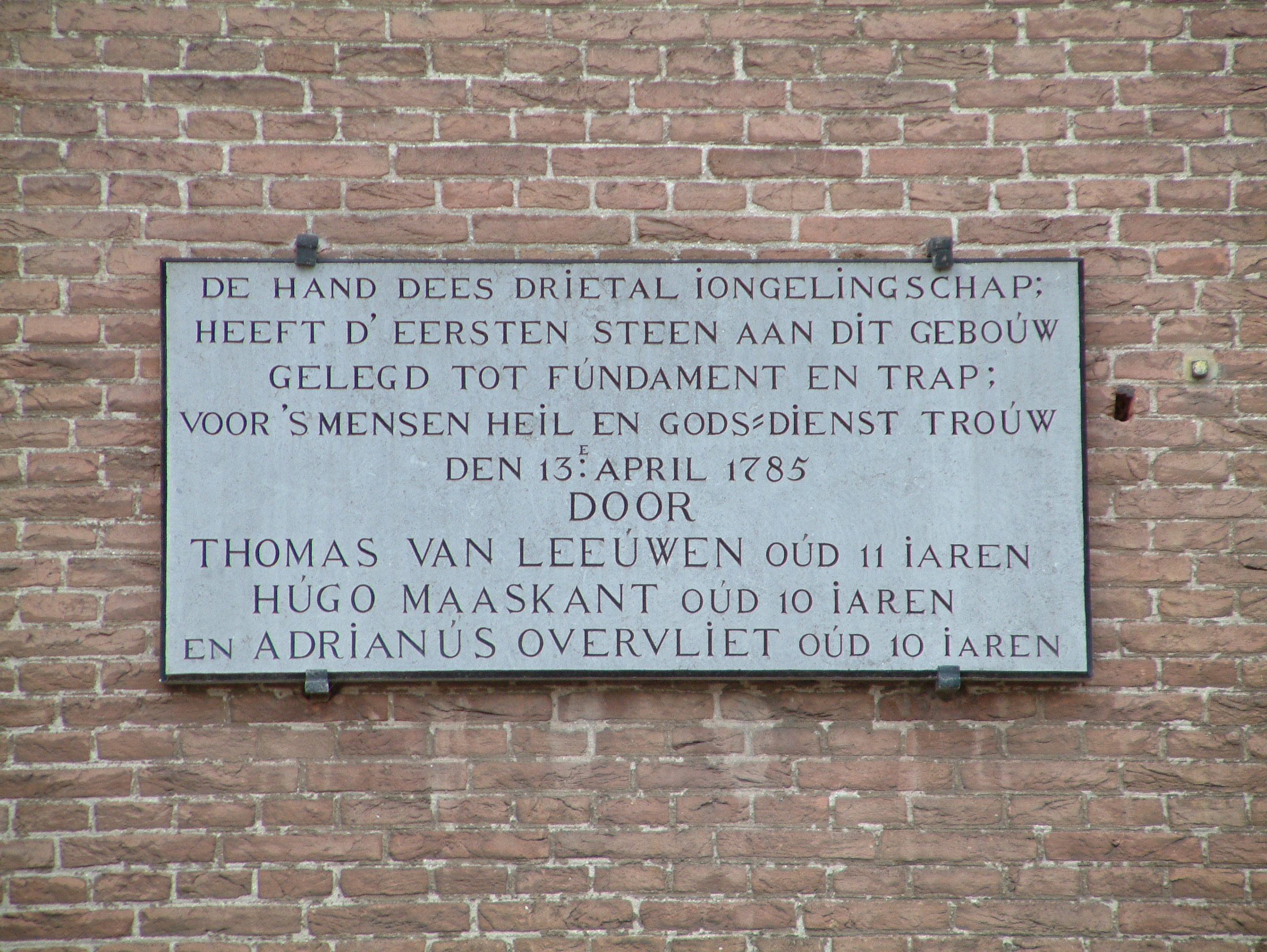
1e Steen van de nieuwbouw
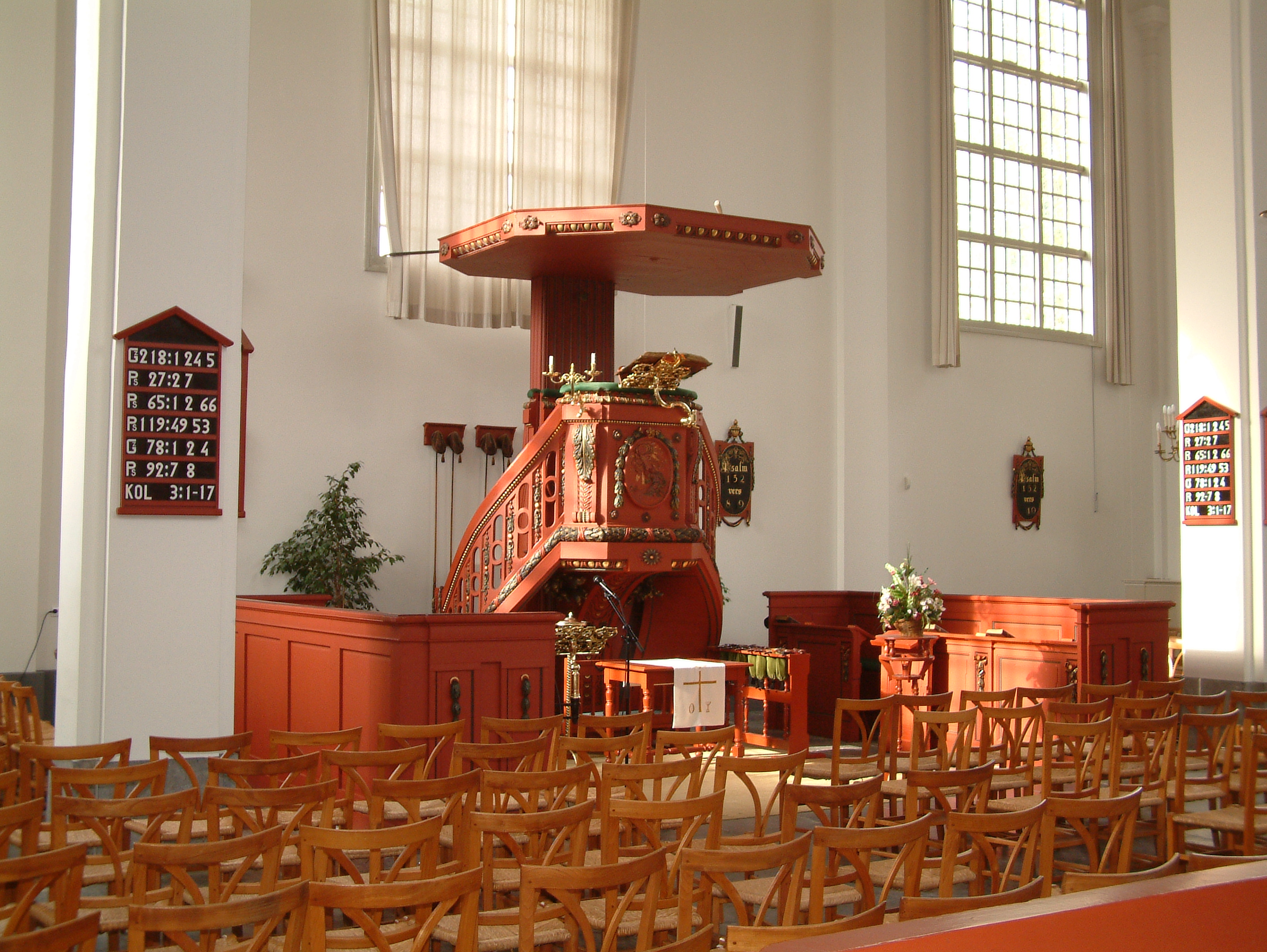
Preekstoel
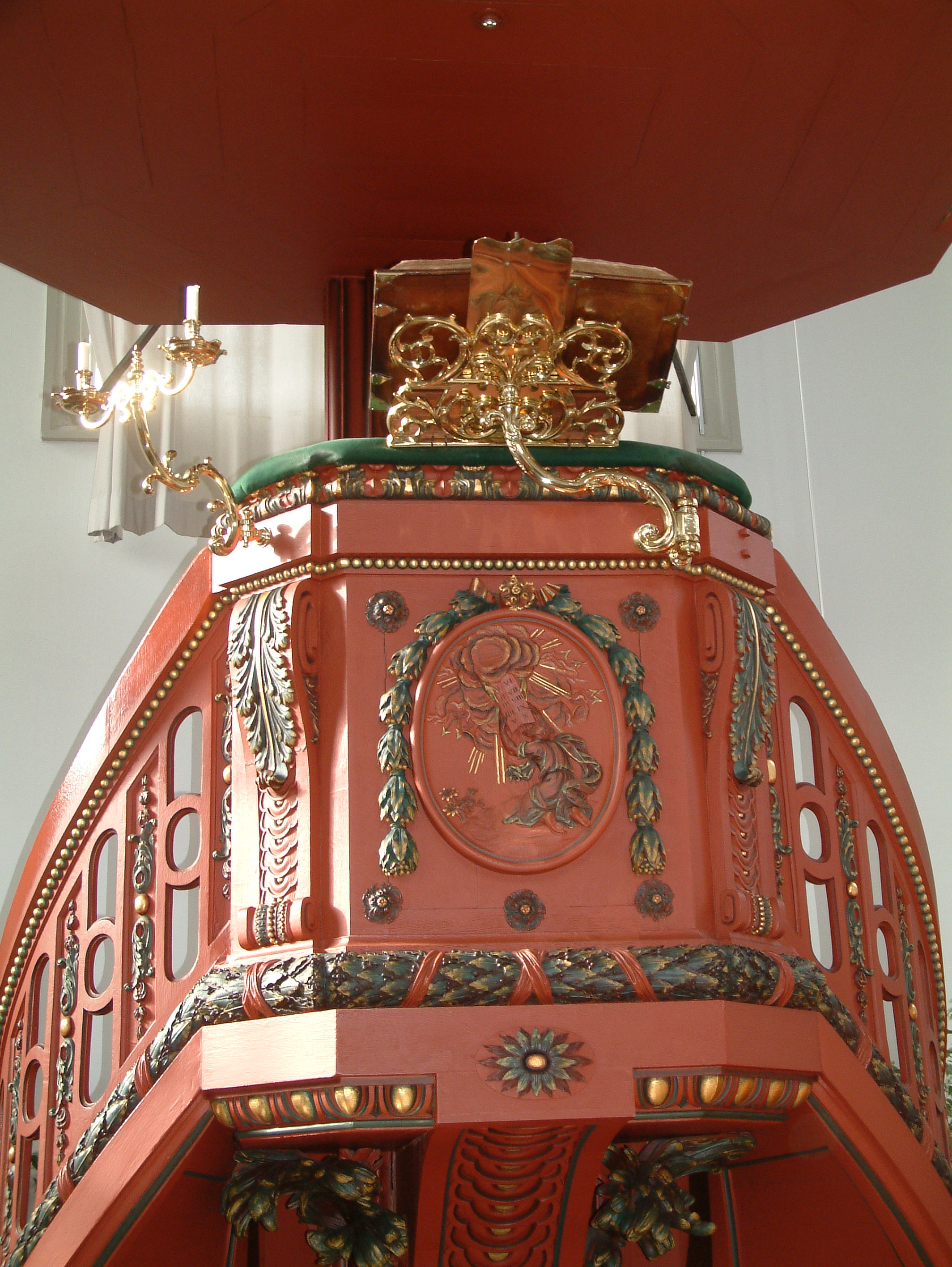
Detail preekstoel met lezenaar
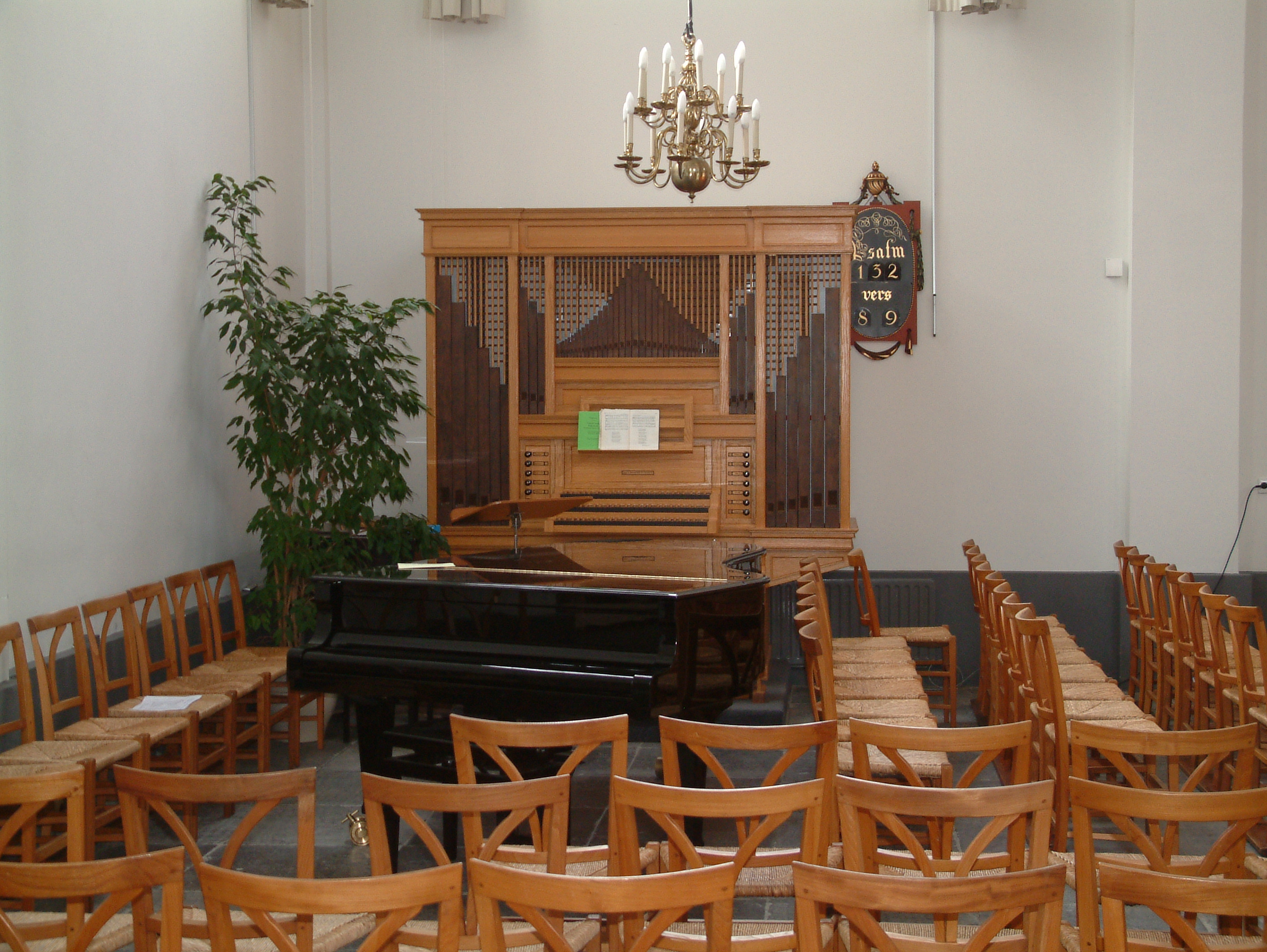
Koororgel
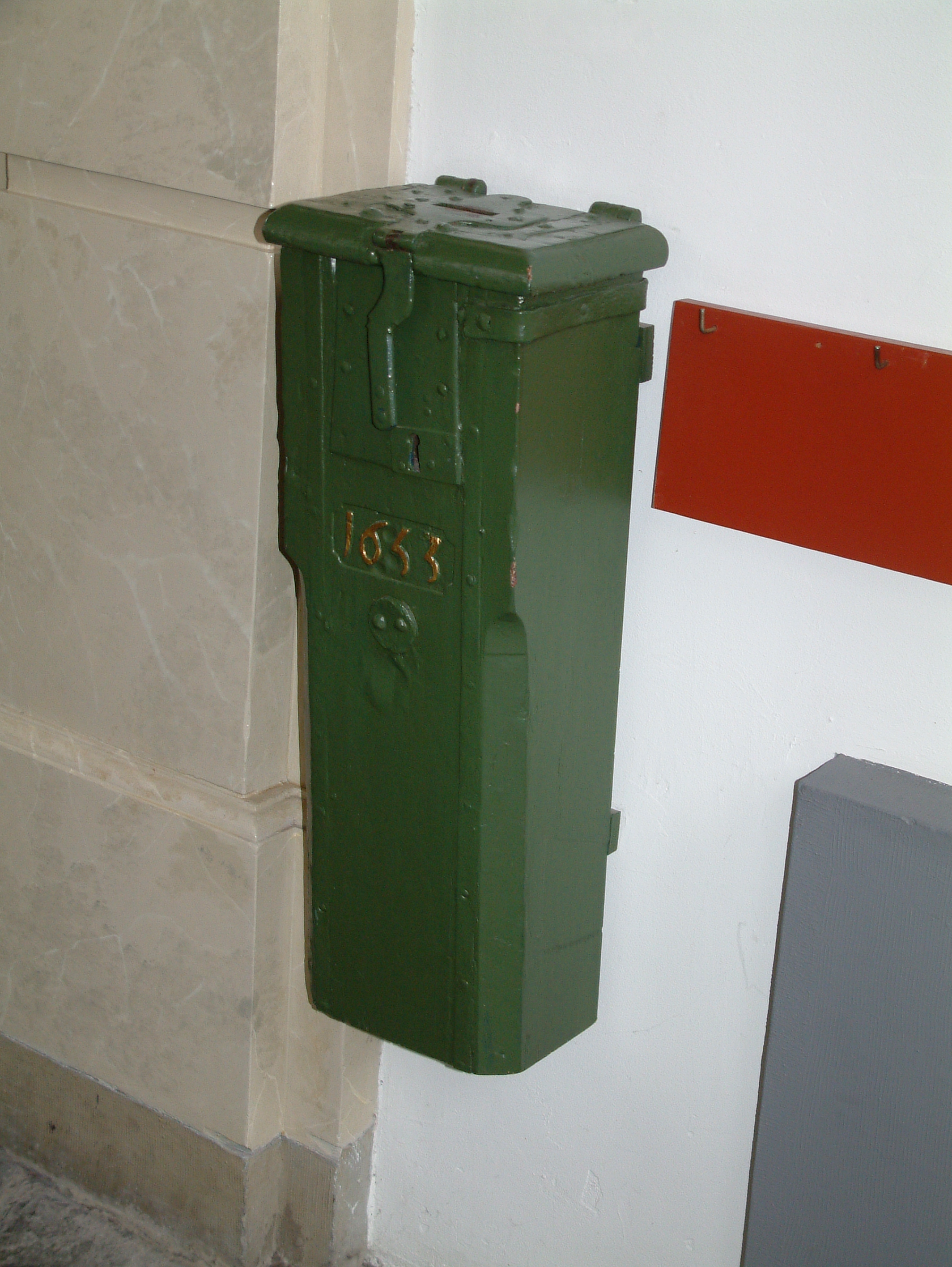
Offerblok
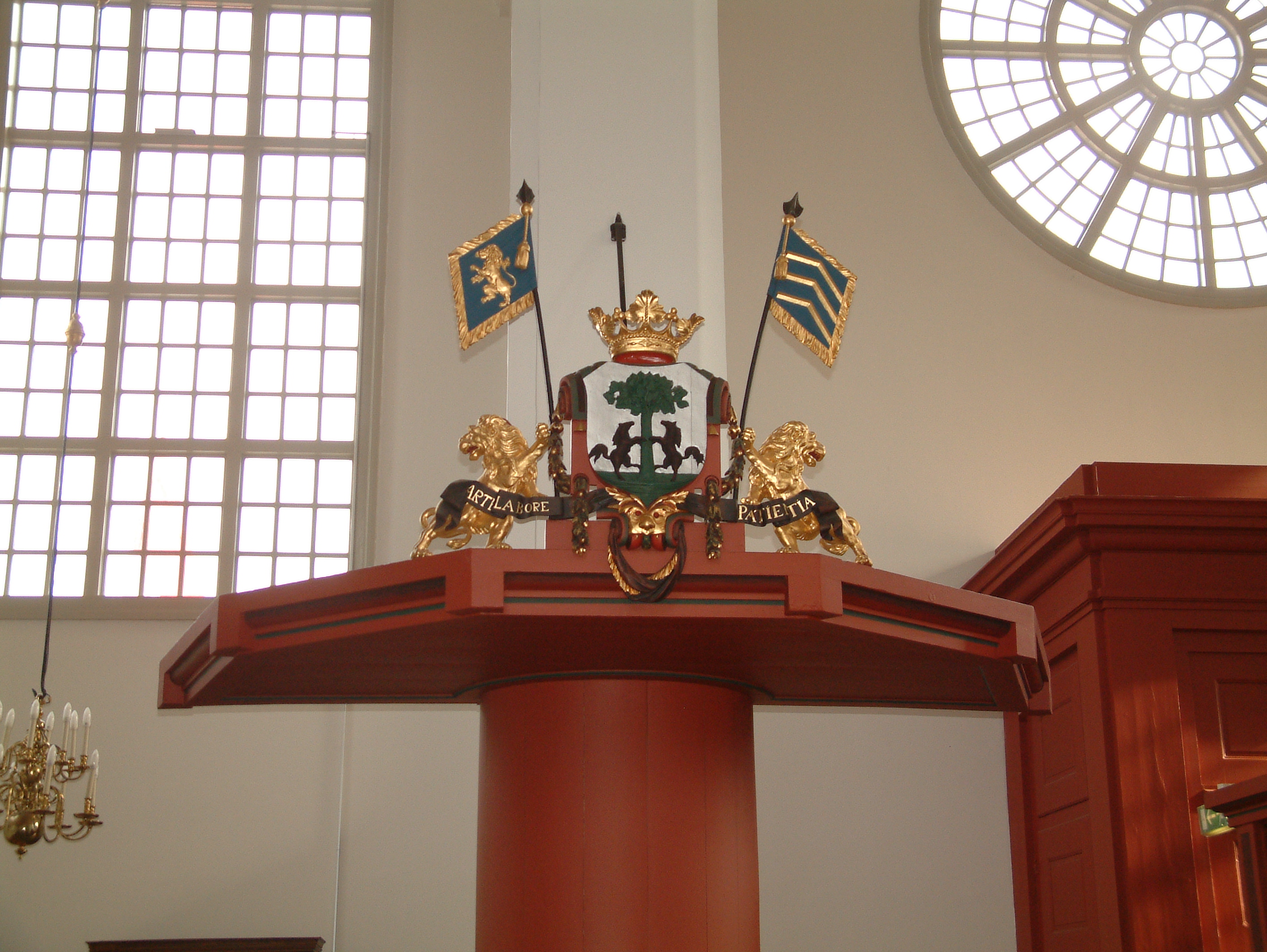
Herenbank ambachtsheren van Zegwaart
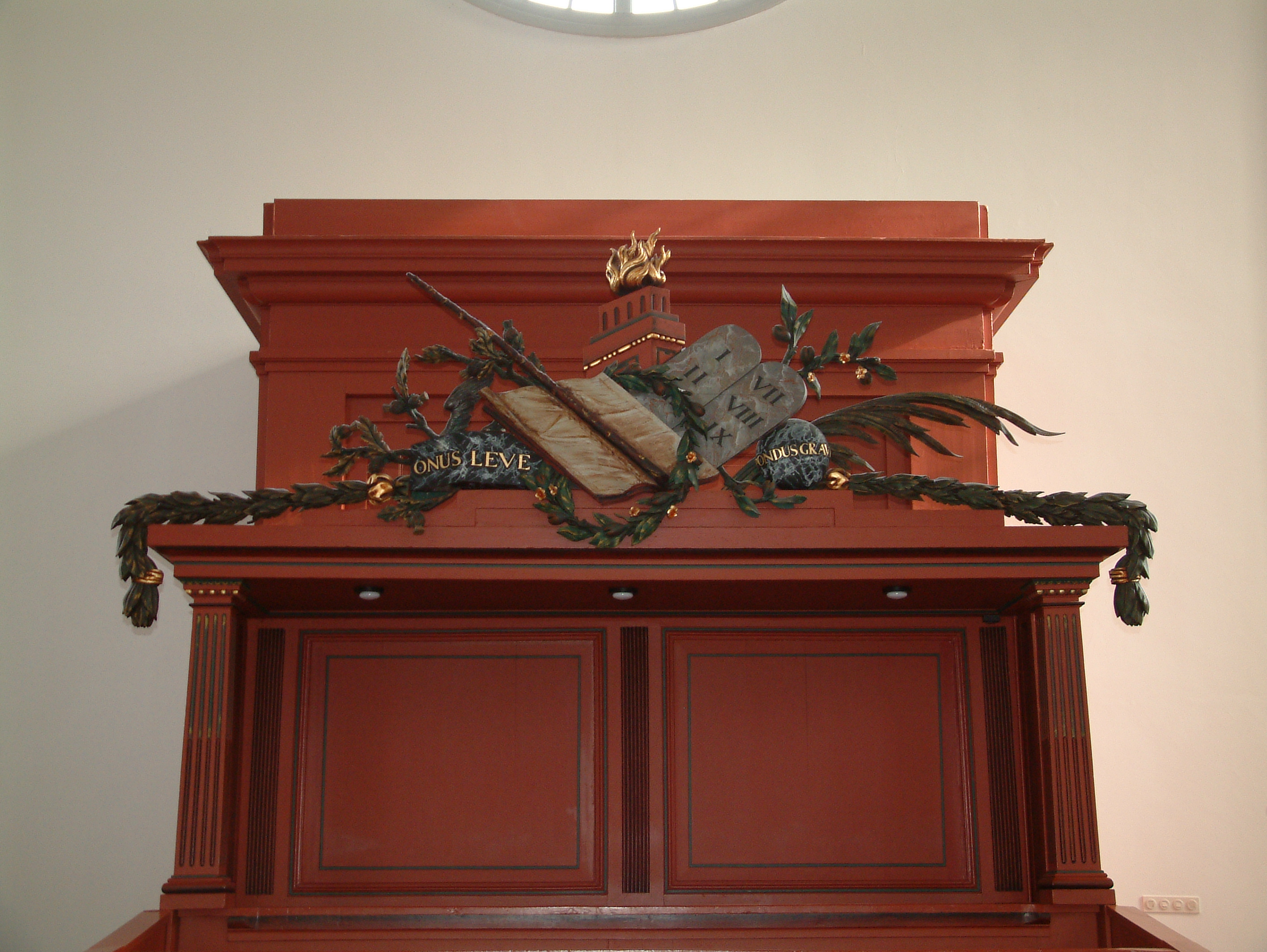
Regerings- of Schoutenbank
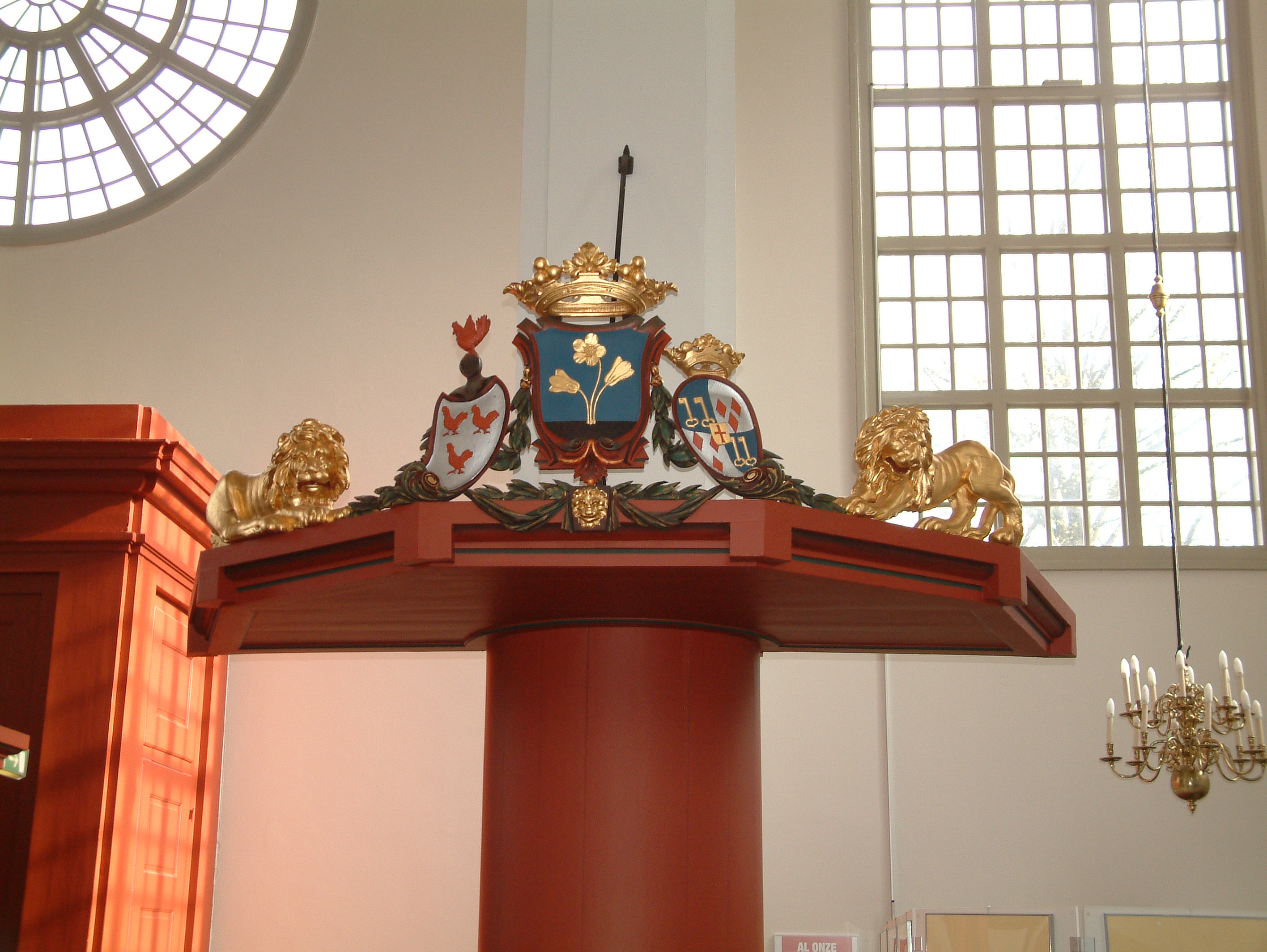
Herenbank ambachtsheren van Zoetermeer